# Pagiriai (przystanek kolejowy)
Pagiriai – przystanek kolejowy w pobliżu miejscowości Pagiriai, w rejonie koszedarskim, w okręgu kowieńskim, na Litwie. Położony jest na linii Wilno – Kowno.